# Женьхуай
Женьхуай (кит. спр. 仁怀市, піньїнь: Rénhuái Shì) — місто-повіт в китайській провінції Гуйчжоу, складова міста Цзуньї.

## Географія
Женьхуай розташовується на заході префектури на висоті близько 840 метрів над рівнем моря, лежить на північ від західного краю гір Далоушань.

### Клімат
Місто знаходиться у зоні, котра характеризується вологим субтропічним кліматом. Найтепліший місяць — липень із середньою температурою 25,4 °C. Найхолодніший місяць — січень, із середньою температурою 5,2 °С.
| Клімат Женьхуая         | Клімат Женьхуая | Клімат Женьхуая | Клімат Женьхуая | Клімат Женьхуая | Клімат Женьхуая | Клімат Женьхуая | Клімат Женьхуая | Клімат Женьхуая | Клімат Женьхуая | Клімат Женьхуая | Клімат Женьхуая | Клімат Женьхуая | Клімат Женьхуая |
| Показник                | Січ.            | Лют.            | Бер.            | Квіт.           | Трав.           | Черв.           | Лип.            | Серп.           | Вер.            | Жовт.           | Лист.           | Груд.           | Рік             |
| Середній максимум, °C   | 8               | 10,5            | 15,4            | 21              | 24,9            | 26,9            | 30,1            | 30,2            | 26,2            | 19,7            | 15,5            | 10,1            | 19,9            |
| Середня температура, °C | 5,2             | 7,1             | 11,2            | 16,2            | 20,1            | 22,6            | 25,4            | 25,1            | 21,6            | 16,3            | 12              | 6,9             | 15,8            |
| Середній мінімум, °C    | 3,3             | 5               | 8,4             | 12,9            | 16,5            | 19,4            | 21,9            | 21,4            | 18,4            | 13,9            | 9,6             | 4,8             | 13              |
| Норма опадів, мм        | 28.3            | 24.6            | 41              | 76.5            | 142.4           | 165.3           | 169             | 130.3           | 94.8            | 84.5            | 42.4            | 26.5            | 1025.6          |
| Вологість повітря, %    | 83              | 80              | 78              | 77              | 76              | 79              | 75              | 74              | 76              | 82              | 80              | 82              | 78.5            |
| ----------------------- | --------------- | --------------- | --------------- | --------------- | --------------- | --------------- | --------------- | --------------- | --------------- | --------------- | --------------- | --------------- | --------------- |
| Джерело: data.cma.cn    |                 |                 |                 |                 |                 |                 |                 |                 |                 |                 |                 |                 |                 |